# Portada/article agost 26

## Escultura de l'Hospital de la Santa Creu i Sant Pau
L'escultura del recinte modernista de l'Hospital de la Santa Creu i Sant Pau de Barcelona és un extens conjunt d'obres que té un paper fonamental en el desplegament iconogràfic desitjat per Pau Gil, mecenes de l'hospital, interpretat i dissenyat per Domènech i Montaner. Els dos artistes clau en aquesta interpretació varen ser Eusebi Arnau i el seu alumne Pau Gargallo, a més de la participació de Francesc Modolell.
L'Hospital de la Santa Creu i Sant Pau és un conjunt modernista situat a Barcelona, projectat per l'arquitecte Lluís Domènech i Montaner i construït entre 1902 i 1930 en una primera fase pel mateix Domènech i Montaner i en una segona, a partir de 1920, pel seu fill Pere Domènech i Roura.